# Monte Perdido
Monte Perdido (hiszp. Monte Perdido, franc. Mont Perdu, kat. Mont Perdut) – trzeci co do wysokości szczyt w Pirenejach, wznoszący się w północno-hiszpańskiej prowincji Huesca. Należy do wapiennego masywu Trzech Sióstr, wznoszącego się na terenie Parku Narodowego Ordesa. Ulubiony cel turystycznych wypraw górskich. Na zdjęciu widoczna jest normalna droga wejściowa wiodąca wypełnionym lodem i skalnym rumoszem żlebem Escupidera.
Nazwa Monte Perdido i sąsiadujących z nim szczytów wywodzi się z aragońskiej legendy o trzech siostrach, noszących imiona Marboro, Perdido i Ramond. Słynące z urody siostry usiłowali porwać wojownicy sąsiedniego plemienia.
Gdy te stawiły porywaczom zdecydowany opór, w nierównej walce poniosły, z rąk napastników, śmierć .
Obcy ukryli ciała zamordowanych, ale następnego dnia, gdy wiatr rozwiał mgły w okolicznych górach, wysoko nad doliną ukazały się, nigdy wcześniej nie widziane, pokryte dziewiczą bielą, trzy szczyty.
Nationalpark Ordesa y Monte Perdido został wpisany w 1997 r. na listę światowego dziedzictwa UNESCO.

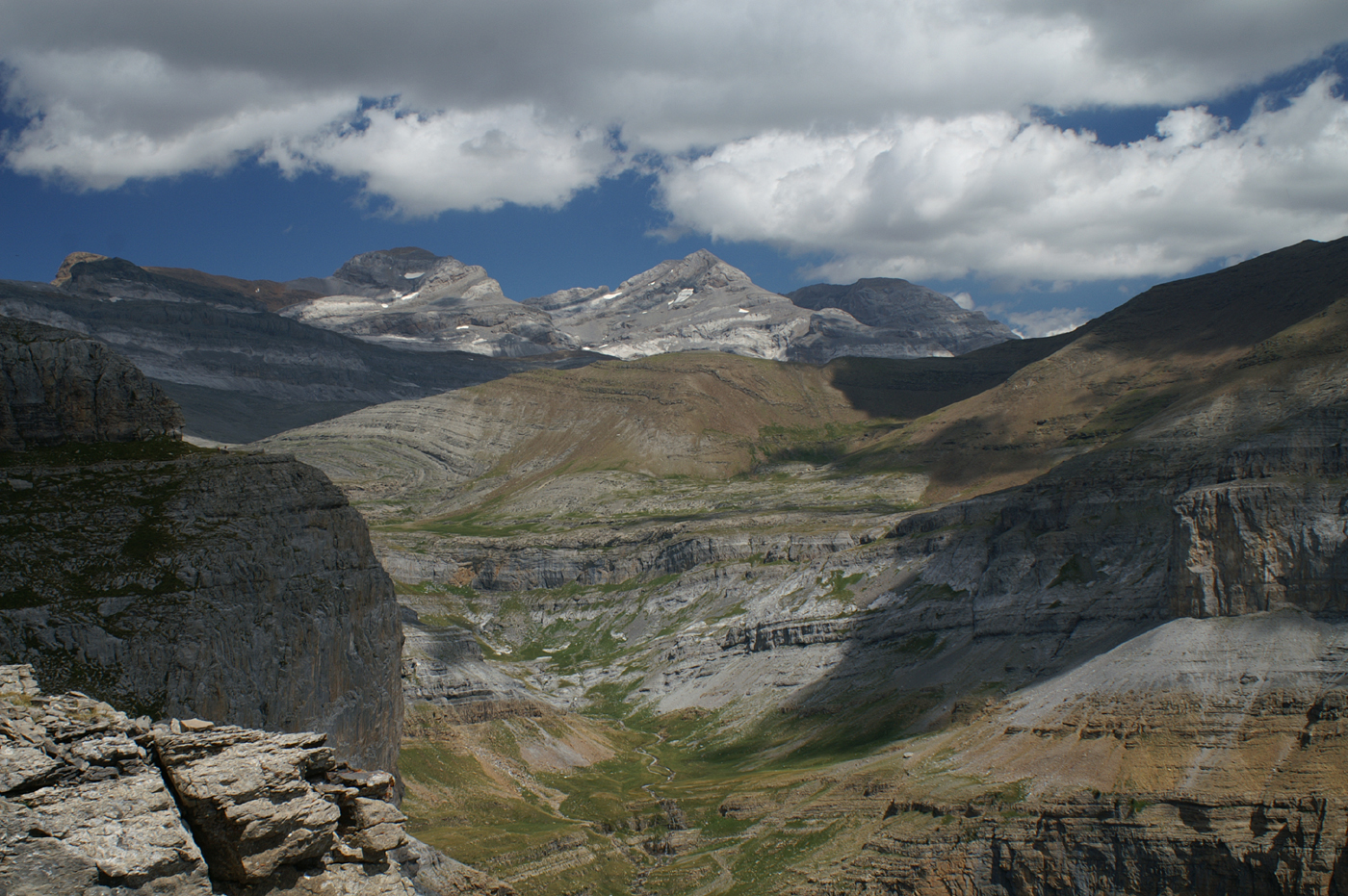
Masyw Monte Perdido - Widok na „Trzy Siostry” ponad doliną Ordesy